# Westerveld (commune)
Pour les articles homonymes, voir Westerveld.
Westerveld est une commune néerlandaise, située en province de Drenthe.
La commune de Westerveld a été créée le 1er janvier 1998 par la fusion des communes de Diever, Dwingeloo, Havelte et Vledder.